# 明日やること ゴミ出し 愛想笑い 恋愛。
『明日やること ゴミ出し 愛想笑い 恋愛。』（あしたやること ごみだし あいそわらい れんあい。）は2010年8月1日に公開された日本映画。
2010年3月の沖縄国際映画祭長編プログラムLaugh部門に出品された。
テレビ局の新人女性アシスタントディレクターの奮闘を描くものである。

## 出演
- 桜美散：谷村美月
- 堂本照子：西田尚美
- 六角精児
- 沼口桃恵：山下容莉枝
- 鈴木美恵
- 土谷佐美和：宍戸美和公
- 久保田磨希
- 江口のりこ
- 小林きな子
- マギー
- 村松利史
- 少路勇介
- 村上大樹
- 坂本真
- 柴田将士
- 田辺愛美
- あじゃ
- 酒井敏也
- 山口純
- 坂田利夫
- 品川徹
- 松崎しげる
- 新山千春
- マツコ・デラックス
- 桂歌丸（特別出演）

## スタッフ
- 監督：上利竜太
- 脚本：桜井慎一、椎名基樹、赤松義正
- 音楽：吉川清之
- 主題歌：竹仲絵里「シャリラリラ」
- 殺陣：大道寺俊典、井上雅稀
- プロデュース：難波利昭、森清知成
- 制作統括：桜田和之、菅賢治、水谷暢宏、岡本昭彦
- 製作代表：石崎顕、大﨑洋
- 企画・製作：日本テレビ放送網、吉本興業